# Pounawea
Pounawea es un pequeño asentamiento en The Catlins, un área dentro de Southland, en la Isla Sur de Nueva Zelanda. Se encuentra a cuatro kilómetros al suroeste de Owaka, en la desembocadura del Río Catlins. Es un destino popular de vacaciones, existiendo muchas casas vacacionales en la zona.    
- Datos: Q2106782
- Multimedia: Pounawea / Q2106782